# Lodovico Altieri
Lodovico Altieri (Roma, 17 luglio 1805 – Albano Laziale, 11 agosto 1867) è stato un cardinale italiano della Chiesa cattolica, nominato da papa Gregorio XVI.

## Biografia
Lodovico nacque a Roma il 17 luglio 1805 nella nobile famiglia Altieri, figlio del principe Paluzzo e della principessa Maria Anna Violante Caterina Marta Saveria di Sassonia, figlia del principe Francesco Saverio di Sassonia, figlio a sua volta di Augusto III di Polonia e Maria Giuseppa d'Austria.
Intrapresa la carriera ecclesiastica, venne ordinato sacerdote il 24 marzo 1833 e dopo poco tempo venne onorato del titolo di cappellano privato di Sua Santità da papa Leone XII. Sotto il pontificato di Gregorio XVI venne nominato coppiere maggiore della corte pontificia e qualificatore del Sant'Uffizio. Vicario della Scuola di Santa Maria in Via Lata, divenne segretario della Sacra Congregazione per gli Studi.
L'11 luglio 1836 fu nominato arcivescovo titolare di Efeso ed ordinato il 17 luglio 1836 da papa Gregorio XVI.
Il 17 luglio 1836 fu creato nunzio in Austria. Per molti anni durante la sua permanenza in Austria, fu suo segretario Gaetano Bedini, futuro cardinale. Il giorno successivo alla sua nomina a nunzio, divenne assistente al soglio pontificio.
Papa Gregorio XVI lo elevò al rango di cardinale in pectore il 14 dicembre 1840, pubblicandolo in occasione del concistoro del 21 aprile 1845, ottenendo il titolo di Santa Maria in Portico Campitelli pro illa vice come diaconia. Pro-segretario dei Memoriali (1845-1847), prese parte al conclave del 1846 che elesse papa Pio IX.
Negli anni della rivoluzione, fu membro del triumvirato che governò Roma dal luglio del 1849 all'aprile del 1850, assieme ai cardinali Luigi Vannicelli Casoni e Gabriele Sermattei della Genga.
Nuovamente segretario dei Memoriali dal 17 gennaio del 1855 al 1857, divenne camerlengo di Santa Romana Chiesa il 19 marzo 1857, rimanendo in tale posizione sino alla sua morte.
Nel dicembre del 1859 venne nominato Presidente della Consulta di Stato per le Finanze e dal 17 dicembre dell'anno successivo passò all'ordine dei cardinali vescovi ed ottenne la sede suburbicaria di Albano.
Prefetto della Sacra Congregazione dell'Indice dal 5 settembre 1861, divenne arciprete della basilica di San Giovanni in Laterano dall'8 marzo 1863 e arcicancelliere dell'Università romana.
Morì di colera ad Albano Laziale (in provincia di Roma) l'11 agosto 1867 all'età di 62 anni. Le sue esequie si svolsero nella chiesa di Santa Maria in Portico in Campitelli a Roma e venne sepolto temporaneamente nel cimitero del Verano nel sacello della Confraternita del Sacro Cuore in San Teodoro, come aveva chiesto per testamento. Dopo un anno il suo corpo fu traslato nella cattedrale di San Pancrazio ad Albano Laziale, all'interno del monumento funebre realizzato dallo scultore Ignazio Giacometti.
Il 26 settembre 2015 nella cattedrale di Albano si è svolta la cerimonia di chiusura dell'indagine diocesana per la beatificazione e canonizzazione del Servo di Dio, il cardinale Altieri.

## Genealogia episcopale e successione apostolica
La genealogia episcopale è:
- Cardinale Scipione Rebiba
- Cardinale Giulio Antonio Santori
- Cardinale Girolamo Bernerio, O.P.
- Arcivescovo Galeazzo Sanvitale
- Cardinale Ludovico Ludovisi
- Cardinale Luigi Caetani
- Cardinale Ulderico Carpegna
- Cardinale Paluzzo Paluzzi Altieri degli Albertoni
- Papa Benedetto XIII
- Papa Benedetto XIV
- Papa Benedetto XIV
- Cardinale Giovanni Carlo Boschi
- Cardinale Bartolomeo Pacca
- Papa Gregorio XVI
- Cardinale Lodovico Altieri

La successione apostolica è:
- Cardinale Juraj Haulík Váralyai (1837)
- Vescovo Luigi Guglielmi (1840)
- Vescovo Gregorio Fistilli (1845)
- Vescovo Giovanni Corti (1847)
- Arcivescovo Francesco Emilio Cugini (1852)
- Cardinale Gaetano Bedini (1852)
- Arcivescovo Giuseppe Cardoni (1852)
- Vescovo Giovanni Francesco Magnani (1855)
- Vescovo Nicola Pace (1855)
- Vescovo Pietro Maria Ferrè (1857)
- Arcivescovo José Ignacio Checa y Barba (1861)
- Cardinale Luigi Oreglia di Santo Stefano (1866)
- Arcivescovo Antonio Rossi Vaccari (1866)
- Vescovo Antonius Grech-Delicata-Testaferrata (1867)

## Albero genealogico
|                                             |                                                                         |                                                                        | Genitori                                          |  |  | Nonni |  |  | Bisnonni                                         |  |  | Trisnonni                             |  |
|                                             |                                                                         |                                                                        |                                                   |  |  |       |  |  | Girolamo Antonio Altieri, III principe di Oriolo |  |  | Gaspare Altieri, I principe di Oriolo |  |
|                                             |                                                                         |                                                                        |                                                   |  |  |       |  |  | Girolamo Antonio Altieri, III principe di Oriolo |  |  | Gaspare Altieri, I principe di Oriolo |  |
|                                             |                                                                         | Laura Caterina Altieri, nobile romana                                  |                                                   |  |  |       |  |  | Girolamo Antonio Altieri, III principe di Oriolo |  |  |                                       |  |
| Emilio Carlo Altieri, IV principe di Oriolo |                                                                         |                                                                        |                                                   |  |  |       |  |  | Girolamo Antonio Altieri, III principe di Oriolo |  |  |                                       |  |
|                                             |                                                                         | Maria Maddalena Borromeo Arese                                         | Carlo Borromeo Arese, VI marchese di Angera       |  |  |       |  |  |                                                  |  |  |                                       |  |
|                                             |                                                                         | Maria Maddalena Borromeo Arese                                         | Carlo Borromeo Arese, VI marchese di Angera       |  |  |       |  |  |                                                  |  |  |                                       |  |
|                                             |                                                                         | Maria Maddalena Borromeo Arese                                         | Camilla Barberini                                 |  |  |       |  |  |                                                  |  |  |                                       |  |
| Paluzzo Altieri, V principe di Oriolo       |                                                                         | Maria Maddalena Borromeo Arese                                         |                                                   |  |  |       |  |  |                                                  |  |  |                                       |  |
|                                             |                                                                         | Camillo Borghese, IV principe di Sulmona                               | Marcantonio III Borghese, III principe di Sulmona |  |  |       |  |  |                                                  |  |  |                                       |  |
|                                             |                                                                         | Camillo Borghese, IV principe di Sulmona                               | Marcantonio III Borghese, III principe di Sulmona |  |  |       |  |  |                                                  |  |  |                                       |  |
|                                             |                                                                         | Camillo Borghese, IV principe di Sulmona                               | Livia Spinola                                     |  |  |       |  |  |                                                  |  |  |                                       |  |
| Livia Maria Borghese                        |                                                                         | Camillo Borghese, IV principe di Sulmona                               |                                                   |  |  |       |  |  |                                                  |  |  |                                       |  |
|                                             |                                                                         | Agnese Colonna di Paliano                                              | Filippo II Colonna, IX principe di Paliano        |  |  |       |  |  |                                                  |  |  |                                       |  |
|                                             |                                                                         | Agnese Colonna di Paliano                                              | Filippo II Colonna, IX principe di Paliano        |  |  |       |  |  |                                                  |  |  |                                       |  |
|                                             |                                                                         | Agnese Colonna di Paliano                                              | Olimpia Pamphili                                  |  |  |       |  |  |                                                  |  |  |                                       |  |
| Lodovico Altieri                            |                                                                         | Agnese Colonna di Paliano                                              |                                                   |  |  |       |  |  |                                                  |  |  |                                       |  |
|                                             | August III, re di Polonia, granduca di Lituania ed elettore di Sassonia | August II, re di Polonia, granduca di Lituania ed elettore di Sassonia |                                                   |  |  |       |  |  |                                                  |  |  |                                       |  |
|                                             | August III, re di Polonia, granduca di Lituania ed elettore di Sassonia | August II, re di Polonia, granduca di Lituania ed elettore di Sassonia |                                                   |  |  |       |  |  |                                                  |  |  |                                       |  |
|                                             | August III, re di Polonia, granduca di Lituania ed elettore di Sassonia | Christiane Eberhardine von Brandenburg-Bayreuth                        |                                                   |  |  |       |  |  |                                                  |  |  |                                       |  |
| Franz Xaver von Sachsen                     | August III, re di Polonia, granduca di Lituania ed elettore di Sassonia |                                                                        |                                                   |  |  |       |  |  |                                                  |  |  |                                       |  |
|                                             |                                                                         | Maria Josepha von Österreich                                           | Joseph I, imperatore del Sacro Romano Impero      |  |  |       |  |  |                                                  |  |  |                                       |  |
|                                             |                                                                         | Maria Josepha von Österreich                                           | Joseph I, imperatore del Sacro Romano Impero      |  |  |       |  |  |                                                  |  |  |                                       |  |
|                                             |                                                                         | Maria Josepha von Österreich                                           | Wilhelmine Amalie von Braunschweig-Lüneburg       |  |  |       |  |  |                                                  |  |  |                                       |  |
| Maria Anna von Sachsen                      |                                                                         | Maria Josepha von Österreich                                           |                                                   |  |  |       |  |  |                                                  |  |  |                                       |  |
|                                             |                                                                         | Giuseppe Spinucci                                                      | Giovanni Battista Spinucci                        |  |  |       |  |  |                                                  |  |  |                                       |  |
|                                             |                                                                         | Giuseppe Spinucci                                                      | Giovanni Battista Spinucci                        |  |  |       |  |  |                                                  |  |  |                                       |  |
|                                             |                                                                         | Giuseppe Spinucci                                                      | Chiara Maria Montani                              |  |  |       |  |  |                                                  |  |  |                                       |  |
| Chiara Spinucci                             |                                                                         | Giuseppe Spinucci                                                      |                                                   |  |  |       |  |  |                                                  |  |  |                                       |  |
|                                             |                                                                         | Beatrice Vecchi-Buratti                                                | Gaetano Vecchi-Buratti                            |  |  |       |  |  |                                                  |  |  |                                       |  |
|                                             |                                                                         | Beatrice Vecchi-Buratti                                                | Gaetano Vecchi-Buratti                            |  |  |       |  |  |                                                  |  |  |                                       |  |
|                                             |                                                                         | Beatrice Vecchi-Buratti                                                | Anna Maria Teresa Benedetta Pedrini               |  |  |       |  |  |                                                  |  |  |                                       |  |
|                                             |                                                                         | Beatrice Vecchi-Buratti                                                |                                                   |  |  |       |  |  |                                                  |  |  |                                       |  |